# Сексуальная жизнь сиамских близнецов
«Сексуальная жизнь сиамских близнецов» — девятый роман шотландского писателя Ирвина Уэлша и его первое произведение, в котором действие происходит целиком в США.

## Сюжет
Когда Люси Бреннан, личный тренер по фитнесу в Майами-Бич, разоружает явно сумасшедшего бандита, преследующего ночью двух испуганных бездомных по пустынной дамбе, полиция и камеры экстренных новостей не отстают. В течение нескольких часов Люси становится героем. Однако ее слава недолговечна: "сумасшедший бандит" оказывается жертвой сексуального насилия над детьми, а двое мужчин - серийными педофилами.
Одинокая свидетельница, подавленная и полная Лена Соренсон, потрясённая героизмом и решительностью Люси, становится одержимой тренером и записывается в качестве клиента в ее тренажерный зал Bodysculpt. Быстро становится ясно, что Лену больше интересует тело Люси, чем ее собственное. Затем, когда один из педофилов, которым Люси позволила сбежать, совершает отвратительное сексуальное нападение, Люси перестаёт быть героем. Когда Люси сажает Лену в тюрьму и не может перестать думать о сексуальной жизни сиамских близнецов, начинаются настоящие проблемы. 
В образах Люси и Лены Ирвин Уэлш создал двух своих самых запоминающихся героинь и одну из самых причудливых, садомазохистских фоли-де-де в современной художественной литературе. «Сексуальная жизнь сиамских близнецов» связана с двумя великими навязчивыми идеями нашего времени — как мы выглядим и где мы живем — и рассказывает историю, настолько разрушительную и мрачную, что она затмевает солнце Флориды.